# Hajime Isogai
Hajime Isogai (磯貝 一 Isogai Hajime?) (26 de octubre de 1871 - 19 de abril de 1947) fue un judoka japonés, perteneciente a la segunda generación de la escuela Kodokan. Figura en la historia como el segundo judoka en recibir el 10º dan y primero en recibirlo en vida, así como uno de los primeros y mayores expertos en ne-waza de su época.

## Biografía
Hajime comenzó su andadura entrenando en jiu-jitsu de la escuela Sekiguchi-ryū con su padre, Tsunehisa Isogai, a sazón maestro de la sucursal de la escuela en Nobeoka. A los 17 años, Hajime se desplazó a Tokio para realizar los exámenes de ingreso de la academia militar de marina, pero suspendió, y tuvo que permanecer en la ciudad hasta la siguiente convocatoria. En esa época, Isogai tuvo contacto con la escuela Kodokan, la que se unió oficialmente en octubre de 1891, convirtiéndose de este modo en aprendiz de Jigoro Kano y siendo asignado a la tutela del legendario Sakujiro Yokoyama. Isogai pronto se hizo famoso por su entusiasmo y dedicación hacia los entrenamientos, y alcanzó el 2º dan en tan sólo un año y tres meses desde su ingreso, sobrepasando a compañeros tan ilustres como Mitsuyo Maeda, Kunisaburo Iizuka y Shuichi Nagaoka. El mismo día de su graduación, Kano le propuso desplazarse en calidad de maestro a Kioto.
En 1895, cuando Jigoro Kano y otros maestros establecieron la división de jiu-jitsu de la recién fundada Dai Nippon Butoku Kai, la sociedad imperial de las artes marciales japonesas, Isogai y Yokoyama serían los encargados de realizar la pertinente exhibición de judo delante de sus miembros, con Hajime (por entonces 3º dan) obrando de uke y su superior de tori. Se cuenta que esta exhibición tuvo lugar sobre tarima sólida y no sobre tatami, ya que la organización del evento había sido apresurada y no había dado tiempo de acondicionar la sala, y se dice también que Yokoyama lanzó a Isogai con todas sus fuerzas a fin de dar una impresión de poder ante los maestros; Hajime aguantaría la golpiza estoicamente, adquiriendo varias lesiones sin proferir un quejido. Desde entonces, Isogai continuó enseñando en Kioto, siendo nombrado con el tiempo instructor general de judo del Butoku Kai. En este edificio tendría lugar varias confrontaciones y desafíos ante luchadores de jiu-jitsu, con el objetivo de demostrar la superioridad del judo sobre estos estilos, y Hajime compitió ávidamente en ellos. En 1897, Isogai derrotó a Kotaro Imai, maestro de Takenouchi-ryū, utilizando un contundente hane makikomi. Sin embargo, el oponente más famoso de Isogai no sería otro que el renombrado Mataemon Tanabe, exponente de la escuela Fusen-ryū que se había hecho famoso por derrotar a varios judokas gracias a su maestría con la lucha a ras de lona.
Isogai y Tanabe se habían encontrado por primera vez en Fukuoka cuando Hajime era 3º dan, en una lucha arbitrada por Masaaki Samura de Takeuchi Santo-ryū. Hajime, conociendo la destreza de su oponente a ras de lona, se mantuvo cerrado y defensivo tan pronto como la contienda se trasladó allí, llegando al empate por decisión tras un largo tiempo. Los dos tuvieron una revancha en Kioto el mismo año, en la cual Hajime se desempeñó mucho mejor y logró impedir a Tanabe luchar en su terreno, amenazándole varias veces con hane goshi, técnica cuya creación se atribuye popularmente al mismo Isogai. Al final, Tanabe no consiguió dominar a Hajime, y la lucha quedó en empate, pero Isogai quedó convencido de todos modos de la importancia de saber plantar batalla tanto de pie como en el suelo, y así se lo dijo a Jigoro Kano, resolviendo además modificar su propio entrenamiento para suplir esta carencia.
Isogai y Tanabe lucharon una última vez en mayo de 1900, ya que Mataemon, sabedor de la presencia de Hajime en una exhibición que iba a tener lugar en Okayama, le lanzó un desafío. Este sería por definición un encuentro desigual, ya que Okayama era la sede del Fusen-ryū y de otras escuelas opuestas a la Kodokan, y el árbitro sería para colmo Kotaro Imai, el antiguo enemigo de Isogai. Sin embargo, esta vez Isogai había entrenado extensamente con Kaichiro Samura, su segundo al mando en el Butoku Kai y el mayor experto en ne-waza de la escuela Kodokan (el cual además era, por coincidencia, hijo mayor del mencionado Masaaki Samura), de modo que esta vez estaba preparado para lo que Tanabe pudiera ofrecer en el piso. Cuando los dos entraron en el tatami, tanto Tanabe como Isogai descendieron a él e iniciar una contienda de llaveo y contrallaveo, la cual empezó a ser gradualmente dominada por Hajime cuando éste neutralizó todos los movimientos del jujutsuka. Después de un largo tiempo en esta situación, viéndose en inferioridad y jaleado por sus seguidores, Tanabe intentó arrastrarse fuera del tatami para comprar una oportunidad de reiniciar la lucha y replantear su estrategia, pero Isogai tiró de él y le impidió salir del cuadrante. Al fin, después de otro tiempo, el árbito detuvo la lucha y declaró empate.
En agosto de 1904 se inauguró el Budo Senmon Gakko en Kioto, y Hajime, por entonces 6º dan, fue nombrado director de dicha escuela. Ocupó su puesto hasta 1945, y durante todo este tiempo enseñó a varios de los que fueron los mejores judokas del país. Siempre empapado de un especial interés por el ne-waza, Isogai fue una de las fuerzas impulsoras del llamado kosen judo. Isogai fue premiado con el 10º dan el 22 de diciembre de 1937, y falleció el 19 de abril de 1947.